# Ziba Qəniyeva
Ziba Qəniyeva (Şamaxı, Azerbajdzsán vagy Üzbegisztán, 1923. augusztus 20. – Moszkva, 2010) a Vörös Hadsereg mesterlövésze a második világháború idején. Az általa megölt ellenséges katonák számát különböző források igen eltérően adják meg: 21 vagy 129, néha 300. (A 129-ben feltehetőleg benne vannak a géppisztolyos találatok is, a 300 pedig valószínűtlen.) A háború után filológus lett.

## Élete
Apai ágon azeri, anyai ágon üzbég származású. 1937-ben felvették az újonnan alakult Üzbég Filharmónia tánctanfolyamára. 1940-ben Moszkvába költözött, hogy beiratkozzon az Orosz Színművészeti Akadémiára, de 1941. november 7-én, nem sokkal a német–szovjet háború kezdete után önkéntesen beállt a hadseregbe. 
A háború alatt Qəniyeva rádiós és kém volt, aki 16-szor kelt át a frontvonalon. Részt vett a moszkvai csatában. katonai pályafutása megszakadt, miután 1942-ben egy felderítés során Moszkva külvárosában súlyosan megsebesült, és tizenegy hónapot töltött a kórházban.
A háború alatt fényképe megjelent a Komszomolszkaja Pravdában és az Ogonyok címlapján.
A háború után folytatta tanulmányait, és 1965-ben kandidátusi fokozatot szerzett filológiából.

## Művei
- Qorkinin dekadentçiliyə və naturalizmə qarşı mübarizəsi (Gorkij harca a dekadencia és naturalizmus ellen), "Azərbaycan", 1955, №6
- О сатире Горького в период первой русской революции (Gorkij szatírája az első orosz forradalom időszakában), "Литературный Азербайджан", 1955, №12
- Страницы из истории революционной поэзии на урду (Lapok az urdu forradalmi költészet történetéből), "Народы Азии и Африки", 1970, №2

## Kitüntetései
- 1942: Vörös Zászló érdemrend[11]
- 1944: Moszkva Védelméért emlékérem[11]
- 1944: Vörös Csillag-rend(wd)[11]
- 1985: Honvédő Háború Érdemrend(wd)[11]

## Fordítás
Ez a szócikk részben vagy egészben  a   Ziba Ganiyeva című angol Wikipédia-szócikk ezen változatának fordításán alapul.  Az eredeti cikk szerkesztőit annak laptörténete sorolja fel. Ez a jelzés csupán a megfogalmazás eredetét és a szerzői jogokat jelzi, nem szolgál a cikkben szereplő információk forrásmegjelöléseként.